# Mercedes-Benz O352
Mercedes-Benz O352 — туристический автобус среднего класса производства Mercedes-Benz Türk A.Ş. Вытеснен с конвейера моделью Mercedes-Benz O302.
Автобус Mercedes-Benz O352 является лицензионным клоном автобуса Mercedes-Benz O321H. Входные двери автобуса — механические распашные.

## Производство в Украине
С 1956 года автобус производился на Львовском автобусном заводе под названием ЛАЗ-695.